# Las Pedroñeras
Las Pedroñeras település Spanyolországban, Cuenca tartományban. Las Pedroñeras Las Mesas, El Pedernoso, Belmonte, Rada de Haro, Villaescusa de Haro, La Alberca de Záncara, San Clemente, El Provencio és Villarrobledo községekkel határos. Lakosainak száma 6518 fő (2024).

## Népesség
A település népessége az utóbbi években az alábbiak szerint változott:
| Lakosok száma | 6580 | 6951 | 6919 | 7221 | 7175 | 6767 | 6716 | 6638 | 6638 | 6518 |
|               | 2001 | 2004 | 2006 | 2009 | 2011 | 2014 | 2016 | 2019 | 2021 | 2024 |